# Dorfkirche Glasow

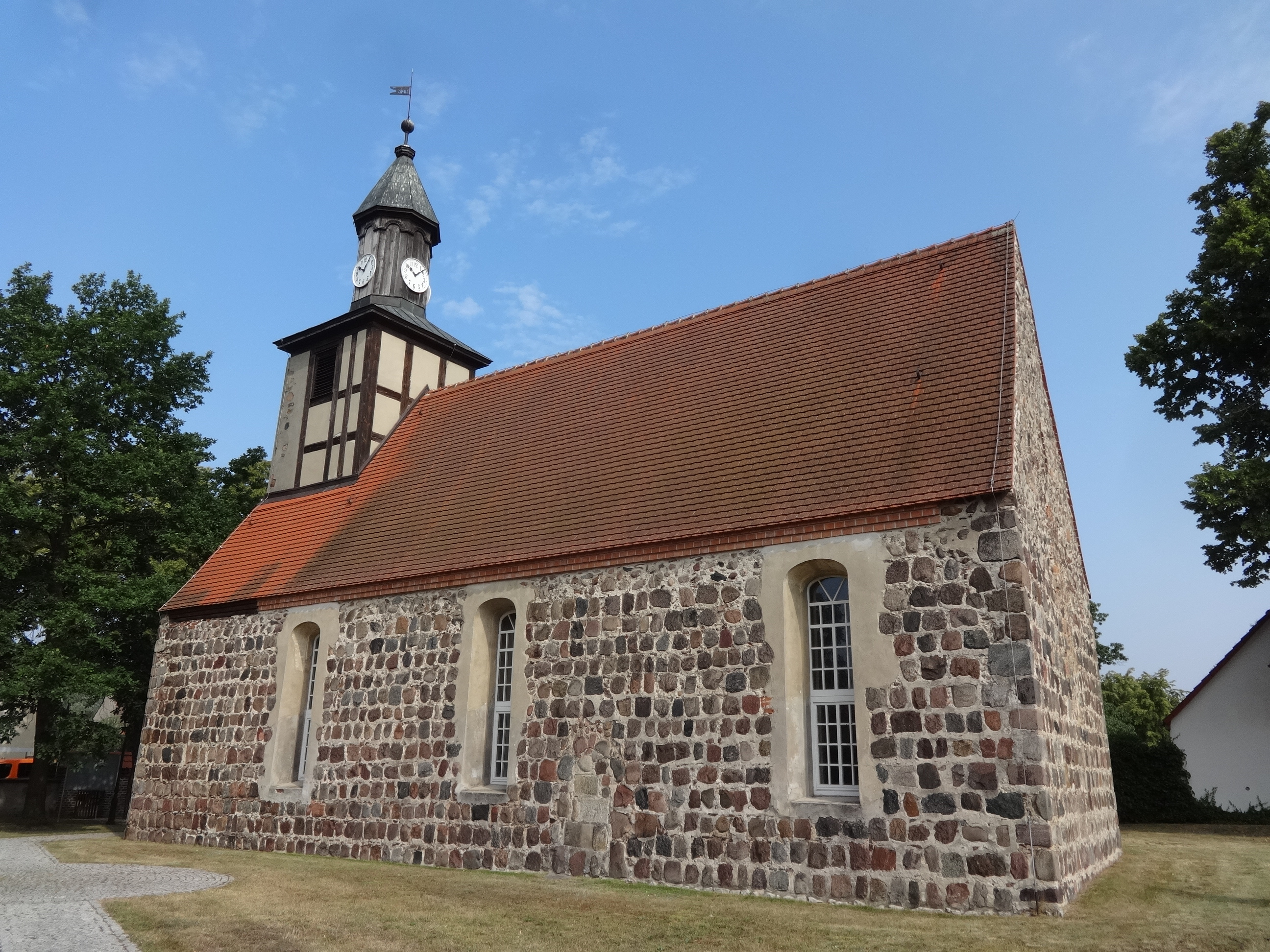
Dorfkirche Glasow

Die evangelische Dorfkirche Glasow ist eine Feldsteinkirche in Glasow, einem Ortsteil der Gemeinde Blankenfelde-Mahlow im Landkreis Teltow-Fläming in Brandenburg.

## Geschichte
Der Sakralbau entstand in der zweiten Hälfte des 13. Jahrhunderts. 1672 fügte die Kirchengemeinde den Westturm an und erneuerte 1693 das Kirchengestühl. In den Jahren 1706 und 1753 waren Reparaturen am Kirchenschiff und Turm erforderlich. Die Kirchengemeinde vermutet, dass ursprünglich lediglich ein verbretterter Vorgängerbau existierte, der 1846 ersetzt wurde. 1853 schafft sie den Altar an, 1878 eine Orgel. Im Jahr 1895 erhielt der Turm eine Uhr. In den Jahren 1927 bis 1929 restaurierte die Kirchengemeinde den Innenraum. 1972 beschädigte ein Sturm das Dach sowie den Turm, doch erst 1976 konnten die Reparaturarbeiten ausgeführt werden. In den darauffolgenden Jahrzehnten unterblieben weitere Instandhaltungsmaßnahmen. Das führte dazu, dass sich der Dachstuhl senkte und die Kirche im Juli 2000 wegen Einsturzgefahr geschlossen werden konnte. Im Frühjahr 2002 erfolgte eine Sanierung, die am 30. Juni 2002 mit einer erneuten Kirchweihe abgeschlossen werden konnte. Im darauffolgenden Jahr wurden weitere Sanierungsarbeiten vorgenommen.

## Architektur

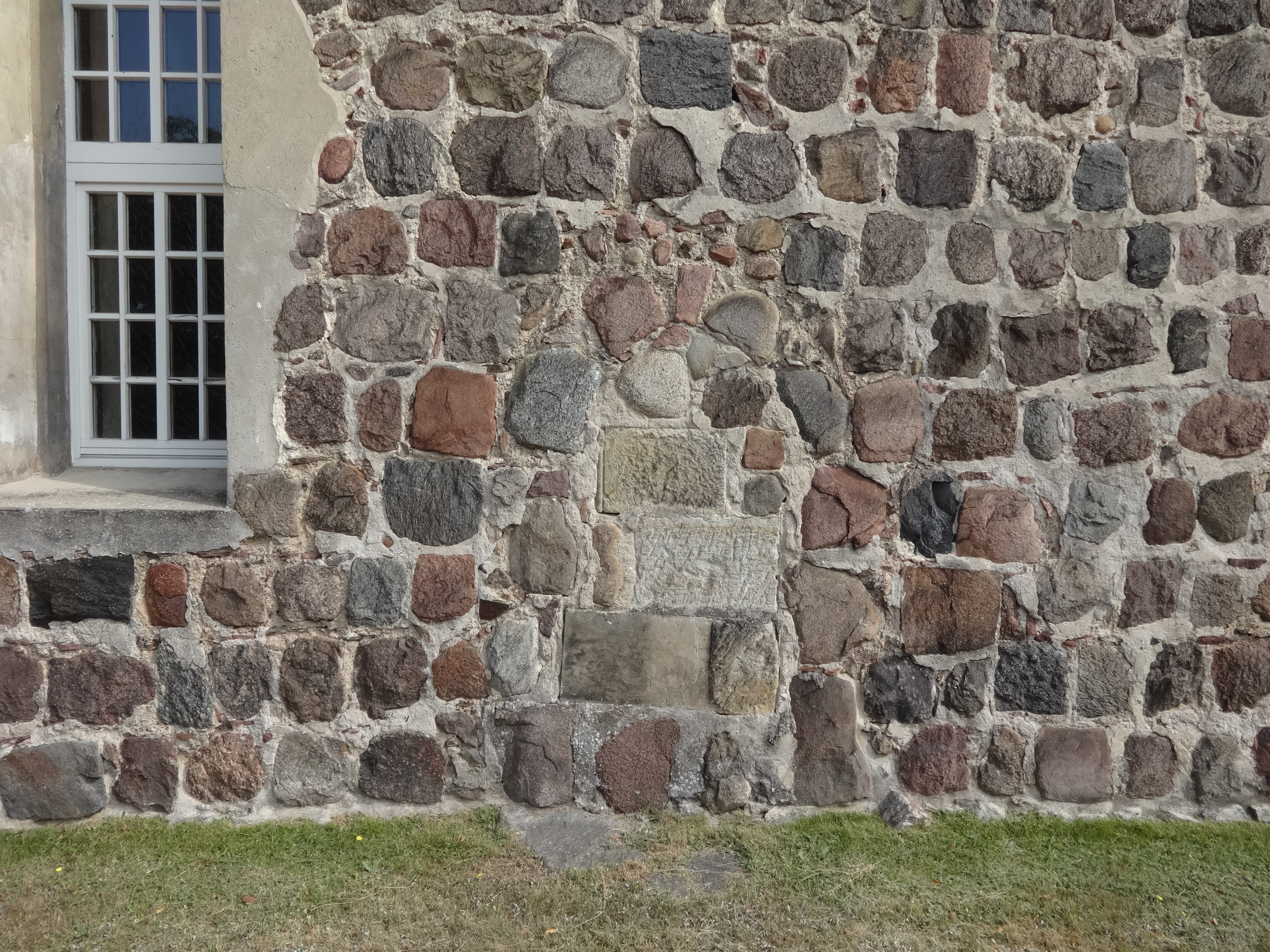
Zugesetzte Priesterpforte

Die Baumeister verwendeten für den rechteckigen Bau behauene Feldsteine, die sie sorgsam aufschichteten. An der südlichen Wand des Kirchenschiffs ist eine ebenfalls mit Feldsteinen zugesetzte Priesterpforte mit einer spitzbogenförmigen Bogenlaibung zu erkennen. Unterhalb der Traufe wurden deutlich kleinere Feldsteine genutzt, was auf eine Ausbesserung zu einem späteren Zeitpunkt hindeutet. An dieser Position im Bauwerk ist auch eine Baunaht am Westturm zu erkennen, die von einer Aufstockung des Turms stammen könnte. Die drei hohen Fenster sind segmentbogenförmig barock überformt; deren Faschen hell verputzt. Der Chor ist gerade, ebenfalls aus Feldsteinen errichtet, wenn auch nicht ganz so sorgfältig geschichtet. In der Mitte sind die Reste eines mit Mauersplittern und kleinen Feldsteinen zugesetzten, gedrückt-spitzbogenförmigen Fensters zu erkennen – ein mögliches Überbleibsel einer Dreifenstergruppe. Der Giebel ist aus kleinen, nicht geschichteten Steinen errichtet. Mittig ist eine schlitzförmige, in rotem Mauerstein eingefasst Öffnung. Die nördliche Wand des Kirchenschiffs ist vergleichbar der Südwand aufgebaut, wenn auch nur mit zwei Fenstern in östlicher Richtung. Der Westturm nimmt die Breite des Kirchenschiffs auf. Auch hier sind die Feldsteine im unteren Bereich eher gleich groß und lagig geschichtet, während der Giebel aus kleinen Steinen erbaut wurde. Ein schlichtes Portal verschafft den Zugang. Der barocke Turmaufsatz ist quadratisch und an seiner Westseite verputzt. An den übrigen Seiten ist das Fachwerk aus schwarzem Holz und hellem Gefach mit je einer Klangarkade an der Nord- und Südseite zu erkennen. Dahinter befindet sich je eine Glocke aus Stahl und Bronze. In der darüber befindlichen, deutlich schmaleren und hölzernen Turmhaube ist eine Uhr angebracht. Der Turm schließt mit Turmkugel und Wetterfahne. Das schlichte Satteldach ist mit rötlichem Biberschwanz eingedeckt.

## Ausstattung
Die schlichte Ausstattung stammt aus der Mitte des 19. Jahrhunderts, so beispielsweise der Altar aus dem Jahr 1853. Ursprünglich befanden sich in der Kirche zwei Schnitzfiguren aus der ersten Hälfte des 18. Jahrhunderts, die aus dem Goslarer Dom stammen sollen. Sie stellten Johannes den Täufer und Petrus dar. In der Nacht vom 29. Auf den 30. November 1991 brachen bislang unbekannte Täter in die Kirche ein. Sie stahlen eine Bibel, eine Taufkanne, ein Kruzifix und die Figur des Petrus.
Die Hufeisenempore wurde in den Jahren 1970/1980 auf den westlichen Teil gekürzt. Darauf steht eine Orgel von Albert Lang aus dem Jahr 1878 mit neun Registern auf einem Manual und Pedal. Das Bauwerk ist in seinem Innern flach gedeckt, hatte jedoch ursprünglich ein hölzernes Tonnengewölbe.